# Sinahahnia yintiaoling
Espèce
Sinahahnia yintiaoling est une espèce d'araignées aranéomorphes de la famille des Hahniidae.

## Distribution
Cette espèce est endémique de Chongqing en Chine,. Elle se rencontre dans le xian de Wuxi.

## Description
La femelle holotype mesure 2,23 mm, les femelles mesurent de 2,06 à 2,23 mm.

## Systématique et taxinomie
Cette espèce a été décrite par Wang et Zhang en 2024.

## Étymologie
Son nom d'espèce lui a été donné en référence au lieu de sa découverte, la réserve naturelle de Yintiaoling.

## Publication originale
- Wang & Zhang, 2024 : « A new genus and three new species of Hahniidae (Araneae) from China. » ZooKeys, vol. 1197, p. 249-259 (texte intégral).